# Добромир Добрев
Добромир Стойков Добрев е български политик, кмет на община Горна Оряховица (2011 – 2023).

## Биография
Добромир Добрев е роден на 27 октомври 1976 година в град Горна Оряховица, България. През 1995 година завършва Техникума по електротехника „М. В. Ломоносов“ (дн. ПГЕЕ „М. В. Ломоносов“) в град Горна Оряховица. През 2002 година завършва специалност „Електроенергетика и електрообзавеждане“ в РУ „Ангел Кънчев“. В периода 2002 – 2007 година е управител на търговски комплекс.

### Политическа кариера
В периода 2007 – 2011 година е заместник-кмет „Стопански дейности и евроинтеграция“ в Община Горна Оряховица.
На местните избори през 2011 година е избран за кмет от листата на ГЕРБ, като на първи тур получава 28,81 %, а на втори тур печели с 51,53 %. На балотажа отива с кандидата на БСП – Георги Рачев, който на първи тур получава 18,88 %.
Член на тематична работна група към Европейската комисия „За развитие на селските региони 2014 – 2020“;
Член на комитета за наблюдение на Оперативна програма „Транспорт“;
Член на Комитета за наблюдение на Оперативна програма „Техническа помощ“;
Председател на Регионално сдружение за управление на отпадъците регион Велико Търново;
Носител на Национален приз „Човешки ресурси“ 2012 г. – За въвеждане на съвременна структура на управление на човешките ресурси със средства по европейски проекти;
Носител на приз „Кмет на месеца“ на Портала на българските общини „Kmeta.bg“ – април 2014 г. за положителни екопрактики;
Носител на приз „Кмет на месеца“ на Портала на българските общини „Kmeta.bg“ – септември 2014 г. за поддържане и развитие на спорта;